# Almir Turković
Almir Turković (Sarajevo, 3 novembre 1970) è un allenatore di calcio ed ex calciatore bosniaco, di ruolo attaccante.

## Statistiche

### Cronologia presenze e reti in nazionale
| Cronologia completa delle presenze e delle reti in nazionale ― Bosnia ed Erzegovina | Cronologia completa delle presenze e delle reti in nazionale ― Bosnia ed Erzegovina | Cronologia completa delle presenze e delle reti in nazionale ― Bosnia ed Erzegovina | Cronologia completa delle presenze e delle reti in nazionale ― Bosnia ed Erzegovina | Cronologia completa delle presenze e delle reti in nazionale ― Bosnia ed Erzegovina | Cronologia completa delle presenze e delle reti in nazionale ― Bosnia ed Erzegovina | Cronologia completa delle presenze e delle reti in nazionale ― Bosnia ed Erzegovina | Cronologia completa delle presenze e delle reti in nazionale ― Bosnia ed Erzegovina |
| Data                                                                                | Città                                                                               | In casa                                                                             | Risultato                                                                           | Ospiti                                                                              | Competizione                                                                        | Reti                                                                                | Note                                                                                |
| ----------------------------------------------------------------------------------- | ----------------------------------------------------------------------------------- | ----------------------------------------------------------------------------------- | ----------------------------------------------------------------------------------- | ----------------------------------------------------------------------------------- | ----------------------------------------------------------------------------------- | ----------------------------------------------------------------------------------- | ----------------------------------------------------------------------------------- |
| 30-11-1995                                                                          | Tirana                                                                              | Albania                                                                             | 2 – 0                                                                               | Bosnia ed Erzegovina                                                                | Amichevole                                                                          | -                                                                                   |                                                                                     |
| 18-12-1996                                                                          | Manaus                                                                              | Brasile                                                                             | 1 – 0                                                                               | Bosnia ed Erzegovina                                                                | Amichevole                                                                          | -                                                                                   | 70’                                                                                 |
| 22-2-1997                                                                           | Kuala Lumpur                                                                        | Vietnam                                                                             | 0 – 4                                                                               | Bosnia ed Erzegovina                                                                | Dunhill Cup                                                                         | -                                                                                   |                                                                                     |
| 24-2-1997                                                                           | Kuala Lumpur                                                                        | Zimbabwe                                                                            | 2 – 2                                                                               | Bosnia ed Erzegovina                                                                | Dunhill Cup                                                                         | -                                                                                   |                                                                                     |
| 26-2-1997                                                                           | Kuala Lumpur                                                                        | Indonesia                                                                           | 0 – 2                                                                               | Bosnia ed Erzegovina                                                                | Dunhill Cup                                                                         | -                                                                                   | 46’                                                                                 |
| 28-2-1997                                                                           | Kuala Lumpur                                                                        | Malaysia                                                                            | 0 – 1                                                                               | Bosnia ed Erzegovina                                                                | Dunhill Cup                                                                         | -                                                                                   | 47’                                                                                 |
| 3-6-1998                                                                            | Skopje                                                                              | Macedonia del Nord                                                                  | 1 – 1                                                                               | Bosnia ed Erzegovina                                                                | Amichevole                                                                          | -                                                                                   | 25’ 75’                                                                             |
| 10-3-1999                                                                           | Budapest                                                                            | Ungheria                                                                            | 1 – 1                                                                               | Bosnia ed Erzegovina                                                                | Amichevole                                                                          | -                                                                                   | 89’                                                                                 |
| 5-6-1999                                                                            | Sarajevo                                                                            | Bosnia ed Erzegovina                                                                | 2 – 0                                                                               | Lituania                                                                            | Qual. Euro 2000                                                                     | -                                                                                   | 86’                                                                                 |
| 9-6-1999                                                                            | Toftir                                                                              | Fær Øer                                                                             | 2 – 2                                                                               | Bosnia ed Erzegovina                                                                | Qual. Euro 2000                                                                     | -                                                                                   | 64’                                                                                 |
| 29-3-2003                                                                           | Zenica                                                                              | Bosnia ed Erzegovina                                                                | 2 – 0                                                                               | Lussemburgo                                                                         | Qual. Euro 2004                                                                     | -                                                                                   | 81’                                                                                 |
| Totale                                                                              |                                                                                     | Presenze                                                                            | 11                                                                                  |                                                                                     | Reti                                                                                | 0                                                                                   |                                                                                     |

## Palmarès

### Giocatore

#### Club
- Coppa di Bosnia: 1

Sarajevo: 1996-1997
- Campionato croato: 2

Hajduk Spalato: 2003-2004, 2004-2005
- Coppa di Croazia: 1

Hajduk Spalato: 2002-2003
- Supercoppa di Croazia: 1

Hajduk Spalato: 2004
- Campionato bosniaco: 1

Sarajevo: 2006-2007